# Natureingang
Der Natureingang bezeichnet die Einleitung literarischer Texte, in der stereotype Bildelemente der Natur vorkommen. Dabei handelt es sich nicht um realistische Schilderungen oder persönliche Naturerfahrungen, sondern um konventionalisierte Topoi wie Blüten und Düfte, Bäume und Vogelgesänge, Winter und Kälte. Diese Elemente können auf die im Verlauf des Textes geschilderten Stimmungen und Geschehnisse bezogen werden.

## Vorkommen
Vor allem in der volkssprachigen Lyrik des Mittelalters spielten Natureingänge eine wichtige Rolle. Sie finden sich in der Trobadordichtung und in etlichen lateinischen und mittelhochdeutschen Liedern der Vagantendichtung. Trobadors wie Bernart de Ventadorn und Marcabru machten mit ihren Werken den Natureingang ebenso zum Gattungsmerkmal des mittelalterlichen Liebesliedes wie die Minnesänger Walther von der Vogelweide und Heinrich von Veldeke.

## Entwicklung
Neidhart ironisierte in der Mitte seines Schaffens das Ritual der Hohen Minne und kritisierte mit Parodien höfischer Werte deren Veräußerlichung (Dörperliche Dichtung). Er ging dazu über, die Lieder durch passende Natureingänge als Sommer- und Winterlieder zu kennzeichnen und entwickelte für die erste Gruppe eine neue Reigenstrophe.
Der Natureingang wurde später zur Mehrstrophigkeit erweitert; mit Gottfried von Neifen, Tannhäuser und Ulrich von Winterstetten verselbständigte sich die in ihm verwendete Sprach- und Reimkunst. 
Die so geschaffene Tradition setzte sich im Volkslied und der daran anknüpfenden romantischen Lyrik fort.